# Cháraka

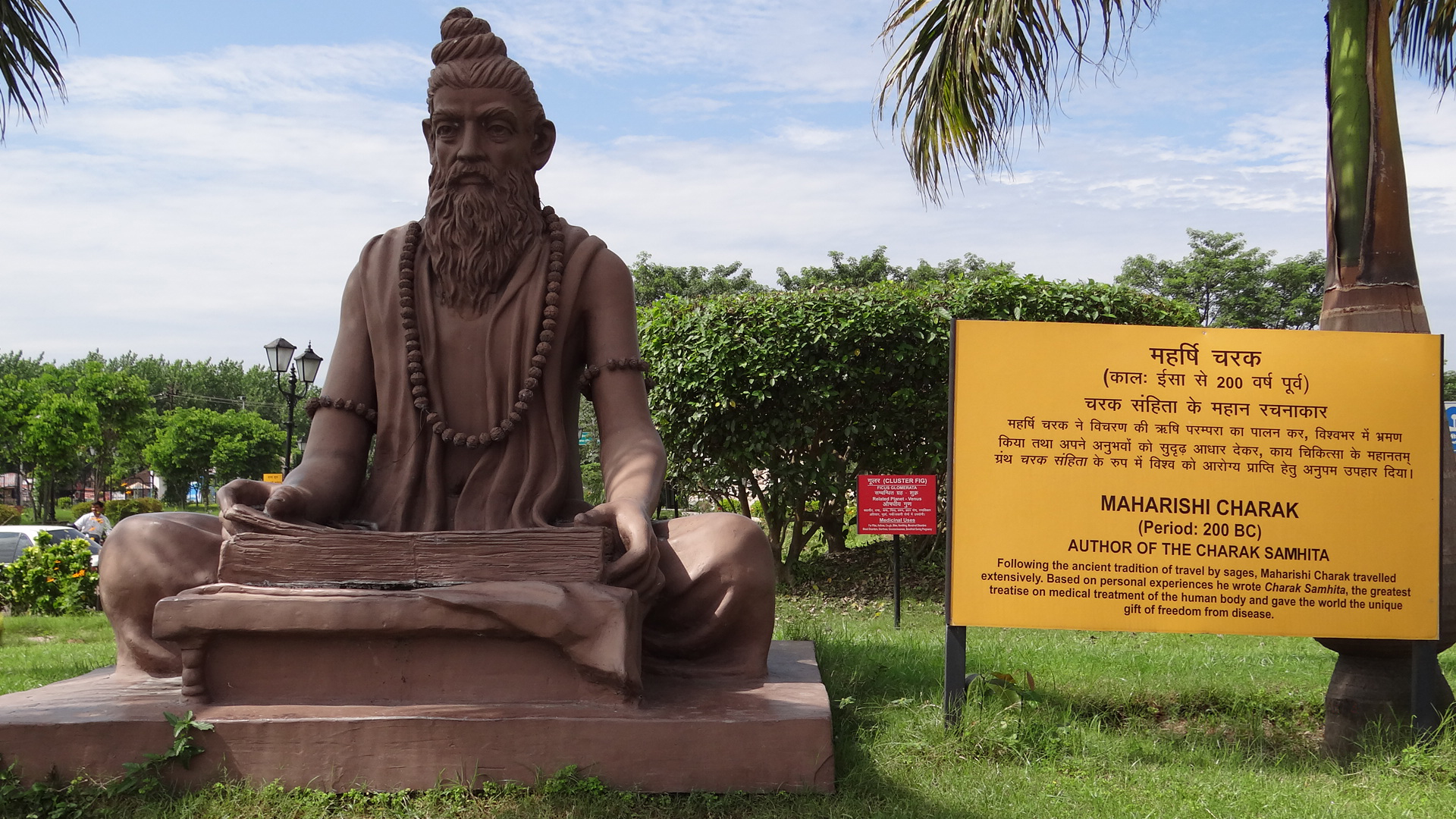
Monumento a Majarshi Charaka en el campus del Ioga Pita.

Charaka (siglo I a II d. C.) fue un médico indio a quien se le atribuye el Charaka-samhita que, junto con el Susruta-samhita (entre el siglo IV a. C. y el siglo III d. C.), son los textos fundamentales de la medicina tradicional de la India o Ayurveda).

## Datación
No se conocen los detalles de la vida de Charaka. Habría nacido en el seno de una familia de la casta sacerdotal brahmán. La primera mención a Charaka aparece en una traducción al chino del Tripitaka budista del año 427 d. C., que nombra a un Charaka como médico personal del rey cachemiro Kaniska (que reinó 23 años hasta el 144 d. C. aproximadamente).
Según otros autores,[cita requerida] Charaka habría nacido aproximadamente en el 300 a. C.

Se han encontrado textos árabes del siglo VIII que mencionan a este Charaka.

## Leyenda
Nacido de un muni y médico (el rey Serpiente śeṣa, quien recibió el āyur-veda; una vez que visitó la tierra y la encontró llena de enfermedad, se sintió conmovido y decidido a encarnarse como el hijo de un muni para aliviar la enfermedad; se le llamaba caraka porque había visitado la tierra como una especie de espía o cara; luego compuso un nuevo libro sobre medicina, basado en obras más antiguas de agni-veśa y otros alumnos de ātreya Bhpr.).
Según el Bhágavata-purana (siglo XI), Charaka era la propia serpiente divina Ananta Shesha, que en una ocasión visitó la Tierra y descubrió que estaba llena de enfermedades, entonces —movida por la compasión— se encarnó como el hijo de un muni (sabio meditador silencioso) para aliviar las enfermedades. Se le llamó Charaka porque visitó la Tierra disfrazado como un espía (chara). Entonces compuso un texto sobre medicina, basado en trabajos más antiguos de Agni Vesha y otros discípulos del sabio Átreia.

## Escuelas de medicina
Según la tradición charaka, hay seis escuelas de medicina, fundadas por los discípulos del médico Punar Vasu Atreia (del que se desconoce la época en que vivió.
Algunos sostinen —sin referencias— que vivió en el siglo VIII a. C.).
Cada uno de esos discípulos (Agnívesha, Bhela, Yatu Karna, Parashara, Jarita y Ksharapani) escribió un samjita (texto), de los cuales el Agnívesha-samjita, que ya no existe pero se dice que tenía 46.000 versos, y que era superior a los otros textos.
El Charaka samjita se basaría en el Agnívesha samjita.
Drida Bala ―que vivió alrededor del año 400 d. C.― copió algunos versículos de ese texto en su Chikitsa-sthana. El resto del texto se perdió con el tiempo.